# Hokwerda's kind (film)
Hokwerda's kind is een Nederlands-Belgisch-Franse dramafilm uit 2024, geschreven en geregisseerd door Boudewijn Koole en gebaseerd op de gelijknamige roman van Oek de Jong uit 2002. De hoofdrollen worden vertolkt door Sanne Samina Hanssen en Kevin Janssens.

## Verhaal
De 33-jarige Lin is een succesvolle zwemster die na een carrière in het wedstrijdzwemmen nu een uitdaging in open water opzoekt. Als kind werd ze keer op keer in het water gegooid tot ze een keer bijna verdronk. Een paar weken voor haar geplande oversteek van het Kanaal ontmoet ze de onderwaterlasser Henri en ze beginnen een intense liefdesrelatie.

## Rolverdeling
| Acteur                | Personage |
| --------------------- | --------- |
| Sanne Samina Hanssen  | Lin       |
| Kevin Janssens        | Henri     |
| Yorick van Wageningen | Hokwerda  |
| Elsie de Brauw        | Hannah    |
| Nabil Mallat          | Marcus    |
| Thomas Rijckewaert    | Alex      |
| Matteo van der Grijn  | Jack      |

## Productie
Hokwerda's kind werd geproduceerd door Witfilm in coproductie met Serendipity Films (België), Arizona Films (Frankrijk) en AVROTROS, met financiële steun van het Nederlands Filmfonds, het Vlaams Audiovisueel Fonds en het Netherlands Film Production Incentive.

## Release
Hokwerda's kind ging op 11 september 2024 in première op het filmfestival Film by the Sea.